# 邲姓
邲姓，邲音同畢。古地名。今滎陽以北。源於姬姓，邲姓未排入百家姓內。

## 起源
一、清代張樹作《姓氏尋源卷》，邲為春秋時期鄭國大夫的食邑，“邲”在黃河以北，河之北古稱陽，故而“邲”在最早稱“邲暘”，亦稱“邲陽”，後簡稱為“邲”。二、突厥族西突厥可汗阿史那彌射、阿史那泥孰之後。後人以邲氏、苾氏為姓。三、源於贏姓。出自南宋左丞相葛邲之後，以先人為姓。葛邲，公元1135～1200年，字楚輔。傳說葛邲後裔為逃元朝迫害，改以先祖名字为姓氏，邲氏，世代相傳。

## 堂號
滎陽堂：以望立堂，亦稱邲陽堂。